# Eduard Staniek
Eduard Staniek, auch Eduard Staněk (* 12. Oktober 1859 in Lispitz, Südmähren, Kaisertum Österreich; † 25. August 1914 in Frankfurt am Main, Deutsches Kaiserreich) war ein deutscher Medailleur, Bildhauer und dekorativer Designer.

## Leben
Staniek studierte von 1882 und 1887 an der Akademie der bildenden Künste Wien. Von 1889 bis 1892 war er Schüler der Bildhauer Edmund von Hellmer und Stefan Schwartz.
Neben seiner Tätigkeit als Medailleur, Bildhauer und Designer arbeitete er zudem als Schnitzer. Als Ziseleur wirkte er zusammen mit den Bildhauern Ferdinand Luthmer und Friedrich Christoph Hausmann.
Er lehrte an der  Kunstgewerbeschule Frankfurt, wo er in der Ziselierklasse unter anderem den Medailleur Max Lewy (1885–1920) unterrichtete, der zeitweise auch sein Gehilfe war. Staniek war Mitglied in der Allgemeinen Deutschen Kunstgenossenschaft.

## Werke (Auswahl)
- Akt Quellen-Nymphe, Brunnenfigur,[9] Statuette aus Bronzeguss im Jugendstil, ausgeführt von Cosmas Leyrer, München, um 1900.[10]
- Silbergussmedaille der Stadt Frankfurt für den Bürgermeister von Höchst am Main (1899 bis 1911) Viktor Palleske, 1911.[11]
- Silberne Prämienmedaille Bienenkorb auf einem Sockel mit Hamburger Wappen des „Vereins zum Wohl der Dienenden Klasse“ von 1907, für 25 Jahre Treue Dienste.[12]
- Plakette Moriz Benedikt, Jugendstil[13]